# Citronsyrecyklus
Indenfor biokemien er Citronsyrecyklus eller Krebs' cyklus den centrale energigivende del af den aerobe oxidation. Sagt med andre ord, et netværk af kemiske reaktioner, der resulterer i dannelse af energibærende molekyler ved oxidation af brudstykker af organiske molekyler.
Pyruvat, som kommer fra glykolysen, omdannes til Acetyl-CoA, som går ind i citronsyrecyklus. Under citronsyrecyklus dannes der 1 GTP, 1 FADH2 og 3 NADH. ATP'en (fra GTP) kan derefter bruges direkte i cellens energiomsætning, mens FADH2 og NADH går videre til elektrontransportkæden.

## Historie
Citronsyrecyklussen kendes også som Krebs' cyklus efter Sir Hans Krebs (1900-1981), som foreslog hovedtrækkene i denne cyklus i 1937. Han fik Nobelprisen i medicin i 1953 for opdagelsen.

## Oversigt
I eukaryoter finder citronsyrecyklussen sted i mitokondriernes matrix, mens den i prokaryoter foregår i cytoplasmaet. Cyklussen starter og slutter med citrat, som dannes ved en kondensationsreaktion mellem oxaloacetat og acetyl-coenzym A (acetyl-CoA). Acetyl-CoA dannes ved oxidation af pyruvat, der igen er dannet i glykolysen ved nedbrydning af forskellige sukkerarter.

| Molekyle          | Enzym                           | Reaktionstype            | Reaktanter/ Coenzymer | Produkter/ Coenzymer |
| ----------------- | ------------------------------- | ------------------------ | --------------------- | -------------------- |
| I. Citrat         | 1. Aconitase                    | Dehydrering              |                       | H2O                  |
| II. cis-Aconitat  | 2. Aconitase                    | Hydrering                | H2O                   |                      |
| III. Isocitrat    | 3. Isocitrat dehydrogenase      | Oxidation                | NAD+                  | NADH + H+            |
| IV. Oxalosuccinat | 4. Oxaleddikedecarboxylase      | Decarboxylering          |                       |                      |
| V. α-Ketoglutarat | 5. α-Ketoglutarat dehydrogenase | Oxidativ decarboxylering | NAD+ + CoA-SH         | NADH + H+ + CO2      |
| VI. Succinyl-CoA  | 6. Succinyl-CoA syntetase       | Hydrolyse                | GDP + Pi              | GTP + CoA-SH         |
| VII. Succinat     | 7. Succinat dehydrogenase       | Oxidation                | FAD                   | FADH2                |
| VIII. Fumarat     | 8. Fumarase                     | Addition (H2O)           | H2O                   |                      |
| IX. L-Malat       | 9. Malat dehydrogenase          | Oxidation                | NAD+                  | NADH + H+            |
| X. Oxaloacetat    | 10. Citrat syntase              | Kondensation             |                       |                      |
|                   |                                 |                          |                       |                      |

Summen af alle reaktionerne i citronsyrecyklussen er:
Acetyl-CoA + 3 NAD+ + FAD + GDP + Pi + 3 H2O → 
 CoA-SH + 3 NADH + H+ + FADH2 + GTP + 2 CO2 + 3 H+
To carbonatomer bliver oxideret til CO2, og energien fra disse reaktioner gemmes som GTP, NADH og FADH2. NADH og FADH2 er coenzymer (molekyler der hjælper enzymer eller øger deres aktivitet) som bruges i den oxidative fosforylering.